# Enerhodar
Enerhodar (ukrainska: Енергодар lyssna (fil), ryska: Энергодар) är en stad som ligger i den nordvästra delen av Zaporizjzja oblast i södra Ukraina. Staden ligger vid Kachovkareservoaren, cirka 53 kilometer sydväst om Zaporizjzja. Enerhodar beräknades ha 52 237 invånare i januari 2022.